# Willy Rohr

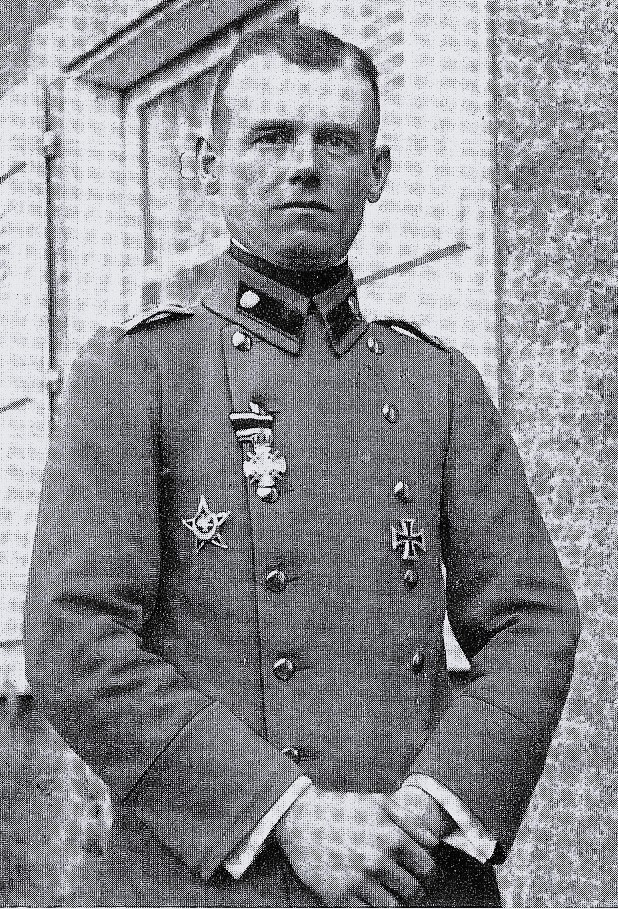
Hauptmann Rohr (1917)

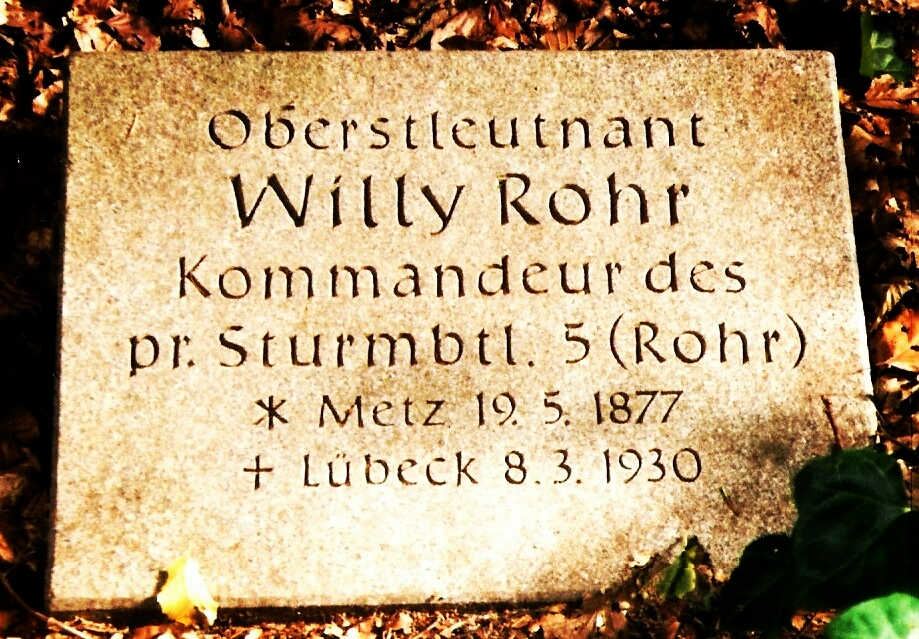
Willy Rohr auf dem Ehrenfriedhof zu Lübeck

Willy Martin Ernst Rohr (* 19. Mai 1877 in Metz; † 8. März 1930 in Lübeck) war ein preußischer Offizier, der maßgeblichen Anteil an der Entwicklung der Sturmbataillone im Ersten Weltkrieg hatte.

## Leben
Willy Rohr, eigentlich Wilhelm Rohr, besuchte die Kadettenanstalten Bensberg und Karlsruhe, bevor er an die Preußische Hauptkadettenanstalt in Lichterfelde wechselte.
Als Sekondeleutnant trat er 1896 in das 3. Magdeburgische Infanterie-Regiment Nr. 66 der Preußischen Armee ein, wurde von 1899 bis 1903 zur Unteroffiziersschule nach Potsdam abkommandiert und war danach Bataillons-, später Regimentsadjutant. 1906 später wurde er zum Oberleutnant befördert. Nachdem er 1911/12 bei der Infanterie-Schießschule in Wünsdorf als Lehrer tätig gewesen war, wurde er zum 10. Rheinischen Infanterie-Regiment Nr. 161 nach Trier versetzt und hier zum Hauptmann befördert. 1913 folgte seine Versetzung als Chef der 3. Kompanie  Garde-Schützen-Bataillon nach Groß-Lichterfelde.

### Erster Weltkrieg
Im Ersten Weltkrieg kämpfte er mit der 3. Kompanie an der Aisne, in der Champagne und am Hartmannsweiler Kopf.
1915 wurde Rohr zu der aus zwei Pioniereinheiten zusammengesetzten Abteilung von Major Calsow an die Loretto-Front versetzt. Da diese sehr verlustreich agierte, fand die Führung des in „Sturmabteilung Calsow“ umbenannten Bataillons der Armeeabteilung Gaede eine anderweitige Verwendung. Die stark dezimierte Sturmabteilung wurde an den Kaiserstuhl als Ausbildungsort verlegt. Auf Befehl des Generals Erich von Falkenhayn wurde am 30. August 1915 der aus dem Garde-Schützen-Bataillon stammende Hauptmann Rohr mit deren Führung betraut. Die „Stoßtrupp“-Abteilung wurde durch die Nachrüstung mit Maschinengewehren und Flammenwerfern verstärkt und, wie bereits zuvor die Gegenseite, mit Stahlhelmen ausgerüstet. Rohrs „Stoßtrupptaktik“ basierte auf seiner Fronterfahrung und bezog sich auf vorangehende Flammenwerfertrupps.

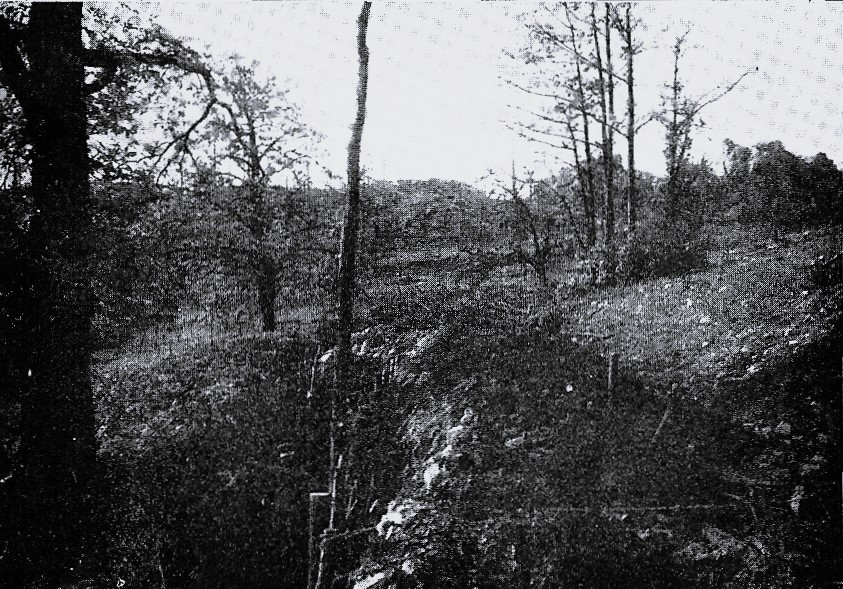
Der Hirzstein

Die erfolgreiche Erprobung des Verfahrens fand durch das Infanterie-Regiment Nr. 187 westlich von Colmar in den Vogesen statt, wo die Sturmabteilung Rohr bei der Rückeroberung des Hartmannsweiler Kopfs im Dezember 1915 eingesetzt wurde. Nach erfolgreichem Einsatz der Sturmabteilung an verschiedenen Frontabschnitten fanden im Dezember 1915 Lehrkurse dazu in Anwesenheit von General Hans Gaede auf dem Schlossberg bei Achkarren statt. Die Abteilung wurde dann im Februar 1916 zur 5. Armee (Kronprinz Wilhelm) verlegt, um an der Offensive vor Verdun teilzunehmen. Bedingt durch das mangelhafte Zusammenspiel der Einheiten musste die Abteilung angesichts ihrer hohen Verluste jedoch nach kurzer Zeit wieder abgezogen werden.
Rohr sprach am 13. März 1916 auf dem Gefechtsstand des Generalkommandos 3 in Nouillonpont bei General Ewald von Lochow, dem Chef des Stabes, Oberst Georg Wetzell und dem Ia Major Otto von Stülpnagel vor. Die Misserfolge der Infanterie führte Rohr in erster Linie auf deren Unerfahrenheit im Gebrauch der Nahkampfmittel sowie der Begleitwaffen, wie Maschinengewehre und leichte Minenwerfer, zurück. Ihm wurde aufgegeben, seine Ausführungen möglichst bald vor dem AOK 5 persönlich zu wiederholen; dort bekam er die Aufgabe, die Divisionen der Armee im „modernen Nahkampf“ auszubilden. Nach der Besichtigung durch den Kronprinzen und Verfügung des Kriegsministers wurde die Sturm-Abteilung zum Bataillon verstärkt und ihm der Name „Sturm-Bataillon“ verliehen.
Zu Lehrzwecken legte das Bataillon ein Übungswerk im Wald des zerstörten Ortes Doncourt an. Hier wurden bis Kriegsende tausende von deutschen und auch österreichischen Offizieren ausgebildet. Neben ihrer Tätigkeit als Lehrtruppe wurde das Bataillon immer wieder an Brennpunkte der Westfront geschickt. Über den Sturm auf die Souville-Schlucht vom 3. September 1916 erstattete Rohr direkt an Kaiser Wilhelm II. Bericht.
Auf Antrag der Heeresgruppe Deutscher Kronprinz wurde dem Bataillon am 7. Februar 1917 die Bezeichnung Sturm-Bataillon Nr. 5 (Rohr) vom Kriegsministerium verliehen. Zeitgleich wurde Rohr Ausbildungsleiter.
Da es sich um das erste und erfolgreichste Sturm-Bataillon handelte, mag die Nummer „5“ statt der „1“ sonderbar erscheinen. Die Nummer resultierte aber daraus, dass das Sturmbataillon zur 5. Armee gehörte.
Im Januar 1918 wurde ihnen die erste „deutsche Sturm-Panzer-Kraftwagen-Abteilung“ zugewiesen. Als Mängel stellte man sowohl deren Langsamkeit als auch Schwerfälligkeit fest.
Rohr fuhr am 11. März 1918 zum AOK 18 nach Leschelle, um Vorbereitungen für die deutsche Frühjahrsoffensive zu treffen. Sein Bataillon sollte in der Nacht zum 19. März dort eintreffen. Im April wurde Kommandeur Rohr zum Major befördert.
Per geheimer Marschorder wurde das Bataillon Mitte Oktober 1918 nach Spa befohlen. Es galt dort das Große Hauptquartier und die Oberste Heeresleitung (OHL) zu schützen. Als der Kaiser 48 Stunden später floh, verschaffte sich Major Rohr von der OHL die Genehmigung, mit seinem Bataillon Spa in Richtung Deutschland zu verlassen. Ein Großteil des Bataillons wurde in Schwelm demobilisiert.

### Nachkriegszeit

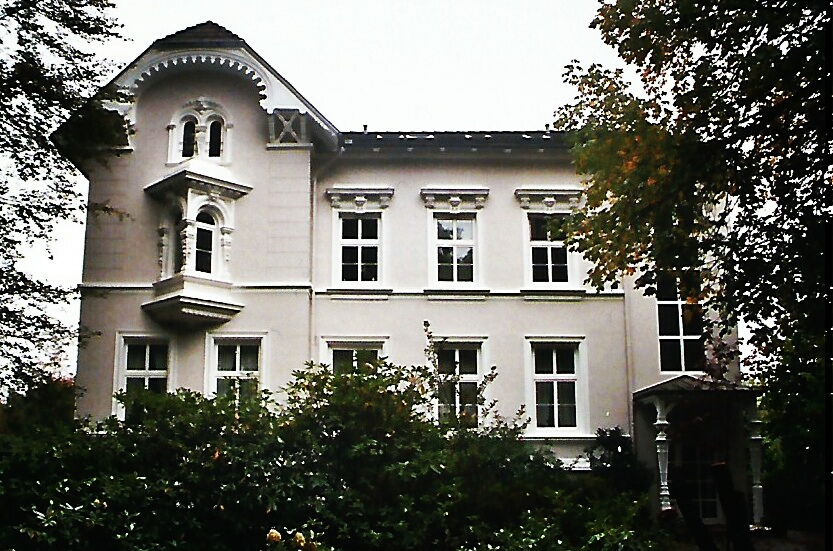
Wohnsitz des Direktors der Lübecker Getreidebank

Nach dem Krieg wurde Rohr 1920 zum Reichswehr-Infanterie-Regiment 29 der Vorläufigen Reichswehr versetzt. Mit Bildung des 100.000-Mann-Heeres im Jahre 1921 wurde er auf seinen Antrag verabschiedet und mit dem Charakter eines Oberstleutnants zur Disposition gestellt, da er in der Reichswehr als Major kein passendes Kommando mehr erhielt und im Stab Materialbestände aufnehmen musste. Damit verzichtete die Reichswehr auf einen ihrer fähigsten Soldaten.
Er fand seine neue Heimat in Lübeck und verstarb dort als Direktor der Lübecker Getreidebank.

### Familie

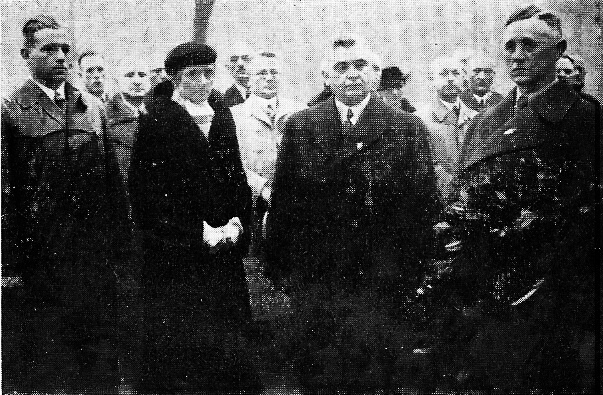
Totenehrung 1937. Im Vordergrund von links: der älteste Sohn, seine Witwe, Reichskameradschaftsführer Kirchhofer

Rohr war mit Elisabeth Höschele (* 5. August 1891; † 7. Juni 1980 in Lübeck) verheiratet. Aus der Ehe gingen die Söhne Heinz und Joachim und die Tochter Margot hervor. An den posthum stattfindenden Treffen der ehemaligen Mitglieder des Sturmbataillons 1937 in Bochum und 1938 in Essen nahmen seine Witwe und sein Sohn teil.

### Trivia
In seiner Abschiedsrede in Lübeck am Grab des Oberstleutnants a. D. wies der Adjutant, Eberhard von Schwerin, darauf hin, dass „man Dir angeboten hatte, das Kommando über uns einzutauschen gegen das über eines der alten kriegsruhmbedeckten traditionsreichen Jägerbataillone Preußens“ und Rohr dieses ablehnte.

## Auszeichnungen
- Kronenorden IV. Klasse[13]
- Ritterkreuz des Königlichen Hausordens von Hohenzollern mit Schwertern[14]
- Eisernes Kreuz II. und I. Klasse
- Ritter des Dannebrogordens[13]
- Ritter des Ordens de Isabel la Católica[13]
- Spanischer Militär-Verdienstorden I. Klasse[13]
- Eiserner Halbmond

## Schriften
- Anweisung für die Ausbildung beim Sturm-Bataillon. 1916